# Karl Althaus
Karl Althaus (* 9. Januar 1924 in Niederschelden; † 22. Februar 1989 in Siegen) war ein deutscher Kommunalpolitiker (SPD). Von 1966 bis 1974 war er Oberbürgermeister der Stadt Siegen.

## Werdegang
Althaus trat 1953 in die SPD ein, deren Vorsitzender in der Stadt Siegen er über mehrere Jahre bis 1974 und stellvertretender Vorsitzender im SPD-Unterbezirk Siegen-Wittgenstein er von 1967 bis 1973 war.
Althaus, von Beruf Bauingenieur und Architekt, war von 1961 bis 1984 Mitglied des Rates der Stadt Siegen. Von 1964 bis 1966 war er Bürgermeister, von 1966 mit Wiederwahl nach der Kommunalwahl 1969 bis zum 31. Dezember 1974 Oberbürgermeister der Stadt Siegen.  Von 1966, mit der Wiedereinkreisung der Stadt Siegen, war Althaus bis 1974 auch Mitglied des Kreistages des Kreises Siegen.
Vom 12. Januar 1975 bis zur Kommunalwahl im April 1975 war er im Zusammenhang mit der Umsetzung der kommunalen Gebietsreform und der Zusammenlegung der Städte Siegen, Eiserfeld und Hüttental vom Innenminister des Landes NRW als Beauftragter für die Aufgaben des Rates und des Ratsvorsitzenden eingesetzt. Von 1979 bis 1983 vertrat Althaus die Stadt Siegen noch mal als stellvertretender Bürgermeister. Im Rahmen seiner kommunalpolitischen Tätigkeit engagierte sich Althaus, der auch Vorsitzender der Siegener AWo war, insbesondere auch als Sportausschussvorsitzender. Aus gesundheitlichen Gründen erfolgte 1983 der Rückzug von seinen Ämtern.

## Ehrungen
Karl Althaus wurde 1980 das Bundesverdienstkreuz am Bande des Verdienstordens verliehen.